# Lamium yangsoense
Lamium yangsoense là một loài thực vật có hoa trong họ Hoa môi. Loài này được (Y.Z.Sun) ined. mô tả khoa học đầu tiên.